# Greenbank (Washington)
Greenbank az Amerikai Egyesült Államok északnyugati részén, Washington állam Island megyéjében elhelyezkedő önkormányzat nélküli település.
A helységet Calvin Phillips nevezte el az azonos nevű delaware-i Greenbank település után. Az 1904-ben alapított Greenbank Farmon egykor szedermálna termesztésével foglalkoztak.

## Fordítás
- Ez a szócikk részben vagy egészben  a   Greenbank, Washington című angol Wikipédia-szócikk ezen változatának fordításán alapul.  Az eredeti cikk szerkesztőit annak laptörténete sorolja fel. Ez a jelzés csupán a megfogalmazás eredetét és a szerzői jogokat jelzi, nem szolgál a cikkben szereplő információk forrásmegjelöléseként.